# Ревуцкий, Валерьян Дмитриевич
Валерьян Дмитриевич Ревуцкий (укр. Валер'я́н Дми́трович Реву́цький; 14 июня 1910, с. Иржавец Черниговской губернии — 23 декабря 2010, Ванкувер, Канада) — украинский театровед, театральный критик, педагог, славист, профессор (с 1960). Иностранный действительный член (академик) Национальной академии искусств Украины (2001), заслуженный деятель искусств Украины (2002), лауреат литературно-художественной премии им. И. Котляревского (1995). Действительный член Научного общества им. Т. Шевченко в США, Украинской свободной академии наук в США и в Канаде, член Канадской ассоциации славистов.

## Биография
Родился в семье украинского советского музыковеда, фольклориста, литературоведа Д. Н. Ревуцкого.
В 1941 окончил театроведческое отделение Государственного института театрального искусства им. А. В. Луначарского в Москве (ныне Российский университет театрального искусства — ГИТИС).
Во время Великой Отечественной войны находился в Киеве. В 1941—1942 преподаватель истории украинского театра в Киеве (Музыкально-драматическая консерватория).
В 1942—1943 — один из основателей и актёр Музыкально-драматического ансамбля при Киевской консерватории (с 1943 переименованного в театр-студию «Гроно»).
В 1943—1944 — во Львове работал в Театральной студии при Институте народного творчества.
С 1944 находится за пределами Украины: сначала в Италии, затем в Великобритании. С 1950 проживал в Канаде.
В 1956 — окончил магистратуру Торонтского университета. В 1960—1976 — профессор славистики в Университете Британской Колумбии (г. Ванкувер).
В 1976—1979 — профессор славистики в Викторианском университете (г. Виктория (Британская Колумбия)).
Умер 23 декабря 2010.

## Научно-творческая деятельность
Научно-творческая деятельность В. Д. Ревуцкого была посвящена изучению и освещению истории украинского театра XIX—XX вв.
Результаты его исследований отражены в многочисленных трудах, среди которых монографии
- «П’ять великих акторів української сцени» (Париж, 1995),
- «Нескорені березільці Йосип Гірняк і Олімпія Добровольська» (Нью-Йорк, 1985),
- «Лесь Курбас у театральній діяльності в оцінках сучасників» (Балтимор—Торонто, 1989),
- «В орбіті світового театру» (Киев—Харьков, 1995),
- «Віра Левицька: життя і сцена» (Торонто—Нью-Йорк, 1998),
- «По обрію життя» (Киев, 1999) и др.

Автор ряда публикаций в украинской и англоязычной прессе.